# 特許建造工程師協會
英國特許建造工程師協會（英語：Chartered Association of Building Engineers），是總部位於英國的國際專業建造工程師協會。協會是英國工程委員會的註冊專業工程團體，亦是英國建造業議會會員。

## 歷史
1925年，英國特許建造工程師協會的前身建築師及測量師聯合會（Incorporated Association of Architects and Surveyors）在倫敦成立。 建築師及測量師聯合會在1993年改組為建築工程師協會，然後在2014年獲英國樞密院批准更名特許建築工程師協會。
1927年，英國皇家建築師學會註冊委員會向英國國會提交了《建築師（註冊）法令草案》。建築師和測量師聯合協會反對立法無果，其後國會通過了《1931年建築師（註冊）法令》。
英國政府根據1931年法令成立了英國建築師註冊委員會。委員會負責訂立、修訂和出版《建築師註冊名冊》。法令附表一賦予包括建築師和測量師聯合協會與英國皇家建築師學會在內的各指定專業學會，按各學會每500名會員提名一名註冊委員會委員的比例組成註冊委員會。
英國國會在1997年通過《1997年建築師法令》，該法將英國建築師註冊委員會改組為建築師註冊管理局，英國皇家建築師學會成為管理局唯一認可的專業機構。建造工程師協會與其他名列於1931年法令的機構均失去代表英國建築師業界的資格。
2020年，英國特許建造工程師協會在香港開設了首個海外辦事處。同年，協會成為英國工程委員會註冊機構，並可以授予英國特許工程師（CEng）、實務工程師（IEng）和工程技術員（EngTech）專業資格。此外， 協會亦是英國環境學會註冊機構，可向合資格工程師頒授特許環境師（CEnv）資格。

## 組織
英國特許建造工程師協會是會員制組織，設董事會管理會務。從事建築業界的人士有多種途徑加入協會，而協會會員須持續參與專業發展（CPD），以保持其專業水準。

## 另請參見
- 建築工程
- 建造工程師
- 特許建造學會

## 外部連結
- 官方网站